# 맹골수도
맹골수도(孟骨水道)는 전라남도 진도군 조도면 맹골도와 거차도 사이에 있는 수도(水道)이다. 2014년 4월 16일 세월호가 이 해상에서 침몰하였다.
이순신 장군이 명량대첩을 승리로 이끈 전라남도 해남군과 진도군 사이 울돌목 다음으로 조류가 빠른 수도(바닷길)이라고 세월호 사건 이후 미디어 보도를 통해 알려져왔지만 이는 과장보도이며 실제로는 울돌목과 장죽수도에 이어 세 번째로 유속이 빠르다.이 순위 역시 주요 수로만을 고려한 것이고 전국의 모든 물길을 포함한 조사라고는 볼 수 없다.
맹골수도는 물살이 최대 6노트로 해상 사고 위험이 많아서 항해자들은 사전에 조류 정보를 확인해 항해 안전에 주의해야 하는 구간으로 알려져 있었다. 조도면 맹골도와 거차도 사이에 있는 이 해역은 황해를 통과하는 주요 항로다. 인천광역시를 위시한 황해에서 남해행 여객선을 비롯한 선박이 주로 이용한다. 1일 평균 수백 척이 통과하는 해역이다. 항로로 이용되는 수도로서 깊이 30m 이상으로 암초을 위시한 항해 장애물은 없다.
2002년부터 10년간 맹골수도 인근 해상에서 발생한 해난 사고 58건 중에 선박 충돌 사고가 38건으로 최다였으며, 전복과 좌초도 각각 6건씩 기록되었다.
2009년 7월 국토해양부가 공개한 맹골수도 조류 에너지 밀도는 15.1 MWh/m2로서 울돌목과 교동수로 다음으로 높다. 이런 이유로 인근 장죽수도와 맹골수도 일대에 조류 발전 단지 조성 계획이 추진되었다.

## 해양 지명
- 제정 해양지명: 맹골수도[12]
- 대표 위치(WGS-84) : 34°14´23.4˝N, 125°51´58.9˝E
- 범위: 전라남도 진도군 조도면 맹골도와 거차도 사이 길이 약 6 km, 폭 약 4.5km의 수도

### 유래
맹골수도라는 이름은 맹골도(孟骨島)에서 유래하였다. 이것보다 앞서 지명 맹골도와 거차도는 지명은 이곳 맹수처럼 거칠고 빠른 물살에서 유래했다. 진도문화원장 박정석은 "맹골도는 당초 '맹수처럼 아주 사나운 바다에 떠 있는 섬'이라는 뜻에서 '매응골도(每鷹骨島)'라고 불렸다"고 설명했다. 이 명칭은 1789년 조선 시대 인구조사 때 섬 주변에 뾰족한 바위가 많아 맹골도로 개칭했다. 거차도는 '거친 바다'라는 뜻이다.

## 같이 보기
- 세월호 침몰 사고
- 장죽수도
- 진도
- 제주도